# بيتر هولم (مغني)
بيتر هولم (بالسويدية: Peter Holm)‏ هو مغني سويدي، ولد في 13 يونيو 1947 في السويد.

## وصلات خارجية
- بيتر هولم على موقع IMDb (الإنجليزية)
- بيتر هولم على موقع ميوزك برينز (الإنجليزية)
- بيتر هولم على موقع ديسكوغز (الإنجليزية)